# 彼得里夫卡 (亞基米夫卡市鎮)

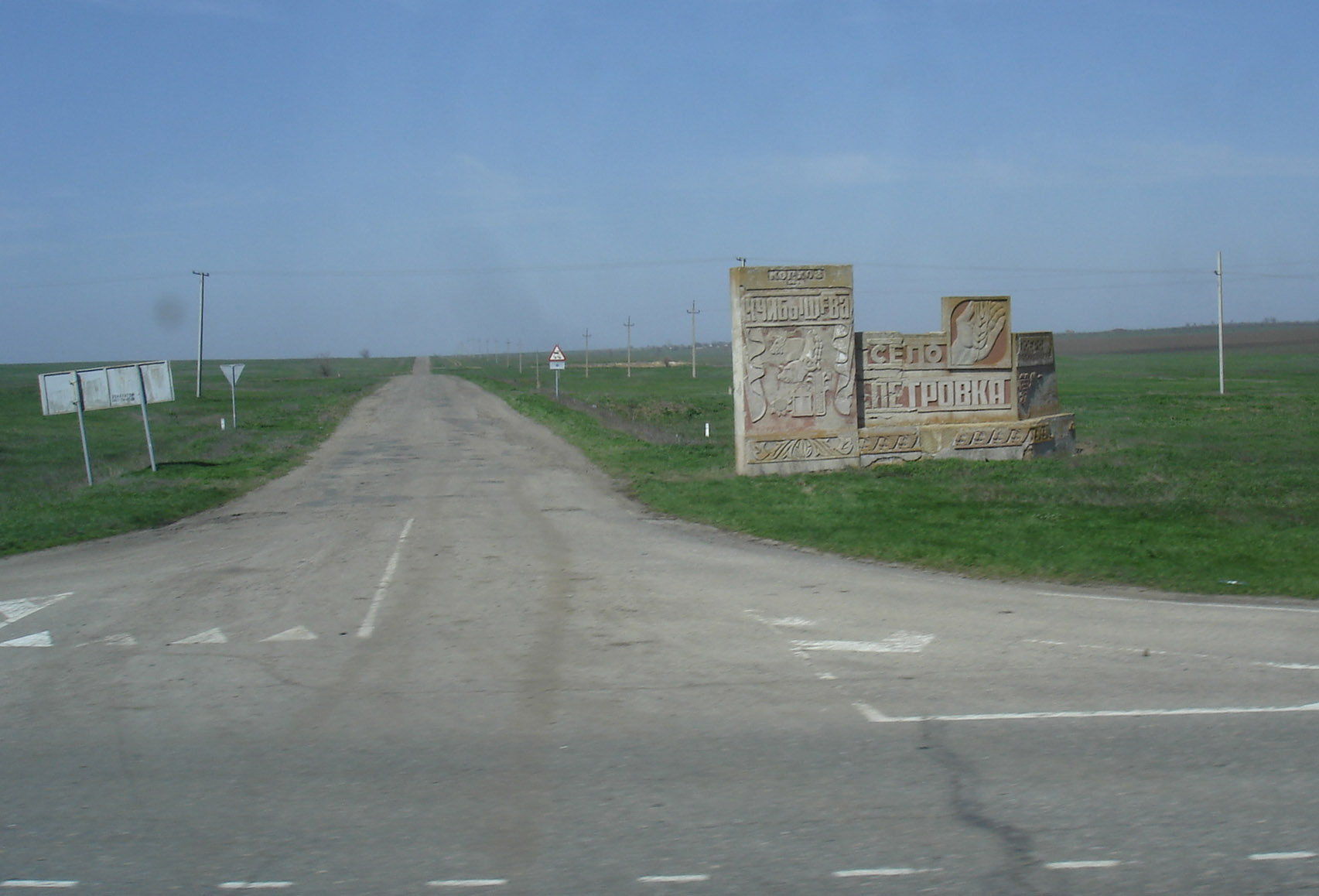

46°48′34″N 34°54′41″E / 46.80944°N 34.91139°E
彼得里夫卡（烏克蘭語：Петрівка）是位於烏克蘭東南部的村莊，由扎波羅熱州梅利托波爾區的亞基米夫卡市鎮負責管轄。該村始建於1841年，面積0.72平方公里，海拔高度48米，2001年人口441，人口密度每平方公里610人。